# Thomas Watling
Pour les articles homonymes, voir Watling.
Thomas Watling (né en 1762) était un peintre et illustrateur australien.
Originaire d'Écosse, il a été déporté en Australie après une condamnation pour contrefaçon de billets de banque, et est arrivé à Sydney dans le toute nouvelle colonie établie en Nouvelle-Galles du Sud. À Sydney il travaille avec le chirurgien de la colonie, John White, et copie des illustrations de livres d'histoire naturelle. Il est amnistié en 1796. Thomas Watling peint plusieurs des premières œuvres d'Australie.
La date et le lieu de son décès ne sont pas connus.